# Герман Волд
Герман Оле Андреас Волд (швед. Herman Ole Andreas Wold 25 грудня 1908, Шієн, Норвегія — 16 лютого 1992) — шведський економіст і статистик норвезького походження.

## Біографія
Народився в 1908 році, в 1912 році сім'я переїхала до Швеції. Навчався в Стокгольмському університеті. Викладав в університеті Уппсали (1942—1970) і Гетеборзькому університеті (1970—1975).
Встановив теорему Волда про уявлення слабо стаціонарного часового ряду ковзаючим середнім нескінченного порядку. Є одним з авторів теореми Крамера — Волда.
Член комітету меморіальної премії Нобеля в галузі економіки з 1969 по 1980 роки.

## Основні твори
- «Аналіз попиту: економетричні дослідження» (Demand Analysis: A Study in Econometrics, 1953, у співавторстві з Л. Юреня); Juréen, Lars
- «Причинність і економетрика» (Causality and Econometrics, 1954);